# 高橋亨子
高橋 亨子（たかはし きょうこ、1963年5月16日 - ）はフリーアナウンサー。LEE CORPORATION所属。特技は英会話　車免許(B級ライセンス有)。趣味は茶道　テニス。

## 代表作

### テレビ出演
- ビッグスポーツワールド（テレビ朝日、1988年）　-　スポーツキャスター
- THE WAVE（TBSテレビ、1990年）　-　キャスター
- インディ500　-　リポーター

### CM
- P&G「ウイスパー」
- 小林製薬「ポプリカ」